# Парис, Джефф
Джеффри (Джефф) Брюс Парис (род. 15 ноября 1944, Великобритания) — британский математик, преподаватель в Манчестерском университете.

## Биография и научная деятельность
В Манчестерском университете Парис защитил под руководством Робина Ганди две кандидатские диссертации по темам «Большие кардиналы» и «Обобщённая гипотеза континуума».
Парис известен своими работами по математической логике, и в частности доказуемостью в арифметических, неопределённых рассуждениях и индуктивной логике с упором на рациональность и принципы здравого смысла. Соавтор теоремы Париса — Харрингтона.

## Награды
Париса избрали членом Британской академии наук в 1999 году.
- Премия Уайтхеда (1983)

## Публикации
- Неопределённый спутник рссуждения: Математическая перспектива, Cambridge University Press, 1994, ISBN 0-521-46089-1.